# Zwei Frauen
Pour plus de détails, voir Fiche technique et Distribution.
Zwei Frauen est un film germano-américain réalisé par Carl Schenkel et sorti en 1989.

## Synopsis
Eva Martin, jeune et talentueuse ballerine, s'effondre sur scène un soir de première. Elle est hospitalisée d'urgence dans une clinique où elle partage sa chambre avec Claudia, une jeune femme atteinte de leucémie et qui en est à la phase terminale. Les médecins diagnostiquent un cancer pratiquement incurable chez Eva. Les jeunes femmes deviennent amies en partageant craintes et espoirs et Claudia apprend à Eva à vivre pleinement ses émotions. Alors que la chimiothérapie s'avère efficace pour Eva, les douleurs deviennent de plus en plus insoutenables pour Claudia. Eva, à la demande de son amie, l'aidera à mettre fin à ses jours.  

## Fiche technique
- Titre original allemand : Zwei Frauen
- Titre anglais : Silence Like Glass
- Réalisation : Carl Schenkel
- Réalisation 2e équipe : Peter Sehr (États-Unis)
- Scénario : Carl Schenkel et Bea Hellmann d'après son histoire
- Musique : Anne Dudley
- Chansons : 
  - Beatbox, paroles et musique d'Anne Dudley, Trevor Horn, Paul Morley, Gary Langan et J.J. Jeczalik, interprétée par The Art of Noise
  - The Race (de l'album Flag), paroles et musique de Boris Blank et Dieter Meier, interprétée par Yello
- Photographie : Dietrich Lohmann, Steve Search
- Cadrages : Robert Wiesmann, Christian Almesberger, Peter Kappel
- Son : Edward Parente
- Montage : Norbert Herzner
- Décors : Níkos Perákis, Erhardt Engel, Bonnie Saltzmann, Heinz Schäfer, Erwin Schnetzer
- Costumes : Uschi Zech, Rosemarie Zander-Hoche
- Photographe de plateau : Rolf von der Heydt
- Pays d'origine :  Allemagne de l'Ouest,  États-Unis
- Tournage : 
  - Langue : anglais
  - Intérieurs : Bavaria Filmstudios (Allemagne)
  - Extérieurs : Munich (Allemagne), Vienne et Bregenz (Autriche), New York (États-Unis)
- Producteurs : Günter Rohrbach, Karl Spiehs, Luggi Waldleitner
- Sociétés de production : Bavaria Film (Allemagne de l'Ouest), Roxy Film (Allemagne de l'Ouest), Lisa Film (Allemagne de l'Ouest), avec la participation de Bayerischer Rundfunk (Allemagne de l'Ouest)
- Sociétés de distribution : Neue Constantin Film, Majestic Films International, Eurovideo Bildprogramm
- Format : couleur par Eastmancolor — 35 mm — 1.85:1 — Dolby stéréo
- Genre : drame
- Durée : 103 minutes
- Dates de sortie :  20 mai 1989 (Marché du film de Cannes),  6 juillet 1989,  23 octobre 1989 (Festival du film de Fort Lauderdale)[1]

## Distribution
- Jami Gertz : Eva Martin
- Martha Plimpton : Claudia Jacoby
- George Peppard : Monsieur Martin, le père d'Eva
- Bruce Payne : le docteur Burton
- Rip Torn : le docteur Markowitz
- Gayle Hunnicutt : Madame Martin
- Theresa Merritt : l'infirmière Wilson
- Dayle Haddon : Darlene Meyers
- Madeleine Sherwood : la grand-mère
- Yeardley Smith : Karen
- Gedeon Burkhard : Bud

## Distinction
- Prix du film allemand 1990 : les productions Bavaria Film, Roxy-Film et Lisa-Film nommées pour le prix du meilleur long métrage (Film or).